# Иди на свет
«Иди на свет» – первый студийный альбом российской супергруппы «Воля и разум».

## Список композиций
Вся музыка написана Алексеем Страйком, кроме отмеченных.
| №   | Название                         | Текст песни                          | Музыка                   | Длительность |
| --- | -------------------------------- | ------------------------------------ | ------------------------ | ------------ |
| 1.  | «Кома» (интро)                   | Алексей Страйк                       |                          | 1:00         |
| 2.  | «Посткоматозный бред»            | Александр Лынник                     |                          | 3:26         |
| 3.  | «Иди на свет»                    | Страйк, Лынник                       | Андрей Большаков         | 3:47         |
| 4.  | «Грешник или святой»             | Страйк                               |                          | 4:22         |
| 5.  | «Всё, что видишь»                | Страйк                               |                          | 4:06         |
| 6.  | «Возвращение» (инструментал)     |                                      | Алексей Страйк – младший | 1:02         |
| 7.  | «Узник»                          | Владимир Кокинский                   | Ярослав Василенко        | 3:06         |
| 8.  | «Всё предрешено» (Нострадамус 1) | Страйк, Маргарита Пушкина            |                          | 7:17         |
| 9.  | «Гори» (Нострадамус 2)           | Пушкина                              |                          | 2:54         |
| 10. | «Ты звезда» (Нострадамус 3)      | Пушкина                              |                          | 3:22         |
| 11. | «Призрак любви»                  | Мари Марцинкевич, Елизавета Серышева | Большаков                | 3:34         |
| 12. | «Мастерская снов» (бонус-трек)   | Страйк                               |                          | 4:10         |

## Участники записи
- Михаил Серышев — вокал
- Андрей Большаков — гитара
- Алексей Страйк — гитара
- Ярослав Василенко — бас-гитара
- Роман Кошелев – барабаны

## Критика
Музыкальный обозреватель Всеволод Баронин об альбоме:

...ясно, что «Воля и разум» справедливо займёт на национальной рок-сцене место именно той классической группы «Мастер», которую, как говорится, мы потеряли то ли в 1992, то ли в 1994 году. Дебютный альбом «Иди на свет» эти ожидания оправдал, и даже несколько более того — впервые как бы не с зари 90-х нам наглядно показано, что жестокий трэш-металлический напор в аранжировках и исполнении нисколько не противоречит красивым и запоминающимся, истинно русским вокальным мелодиям...